# Habropoda laboriosa
Habropoda laboriosa är en biart som först beskrevs av Fabricius 1804.  Habropoda laboriosa ingår i släktet Habropoda och familjen långtungebin. Inga underarter finns listade i Catalogue of Life.

## Beskrivning
Ett förhållandevis stort, humlelikt bi med en kroppslängd på 15,5 till 16 mm för honan, och 13 till 14 mm för hanen. Bredden mätt vid mellankroppen är 6,5 till 7 mm respektive 6 till 6,5 mm. Grundfärgen är svart, även om hanen har en gul munsköld. Pälsen på större delen av mellankroppen och den främsta tergiten (första segmentet på bakkroppens ovansida) är lång och kraftig med en ljust ockrabrun färg. Hos honan har behåringen på första tergiten inblandade mörka hår. Resten av bakkroppen har kort, svart päls.

## Ekologi
Arten betraktades ursprungligen som polylektisk, den ansågs besöka ett stort antal värdväxter från flera olika familjer. Senare undersökningar har emellertid ansetts visa att åtminstone honan är oligolektisk beträffande pollen, som den enbart hämtar från blåbärssläktet, då främst blåbärsarterna Vaccinium virgatum och amerikanskt blåbär (Vaccinium corymbosum). Däremot skulle den vara polylektisk när det gäller nektar. Nyligen (2007) har emellertid forskningsresultat framlagts som skulle kunna tyda på att arten faktiskt är polylektisk även när det gäller pollen; detta kunde hämtas från flera släkten, främst, förutom blåbärssläktet, Gelsemium (ett släkte tillhörigt gentianaordningen). Under alla omständigheter har den iakttagits på, förutom blåbär och Gelsemium, blommor från bland annat amerikanskt judasträd (Cercis canadensis), plommonsläktet som Prunus umbellata, dofttry och vitek (Quercus alba).
Flygtiden varar mellan mars och maj, utom i Florida, den allra sydligaste delen av utbredningsområdet, där den flyger under januari och februari.

### Fortplantning
Habropoda laboriosa är ett solitärt (det vill säga icke samhällsbyggande) bi. Detta hindrar inte att flera honor kan bygga sina larvbon nära varandra. Bona byggs i djup, väldränerad sandjord, i lövträdsförna eller i vertikala väggar i stora fördjupningar i marken. Varje bo består av flera larvceller.
Hanarna hävdar inte revir, utan brukar uppsöka larvbon för att kunna para sig med de nykläckta honorna när de kommer ut.

## Ekonomisk betydelse
Arten är till stor nytta som pollinatör av kommersiellt odlade blåbär En hona kan pollinera 50 000 blåbärsblommor under sin livstid. Det som gör arten till en sådan effektiv pollinerare är att den har förmåga till vad som på engelska kallas buzz pollination, det vill säga att den kan, genom att vibrera sina flygmuskler kraftigt, "skaka av" växtens pollen. Under den processen lossnar även en del av det pollen som biet tidigare samlat, och når på det sättet blommornas pistiller.

## Utbredning
Arten förekommer i USA från New Jersey och Illinois söderut till Texas, Mississippi och Florida. Enstaka fynd finns från sydöstra Kanada (Quebec, Ontario).

## Bildgalleri

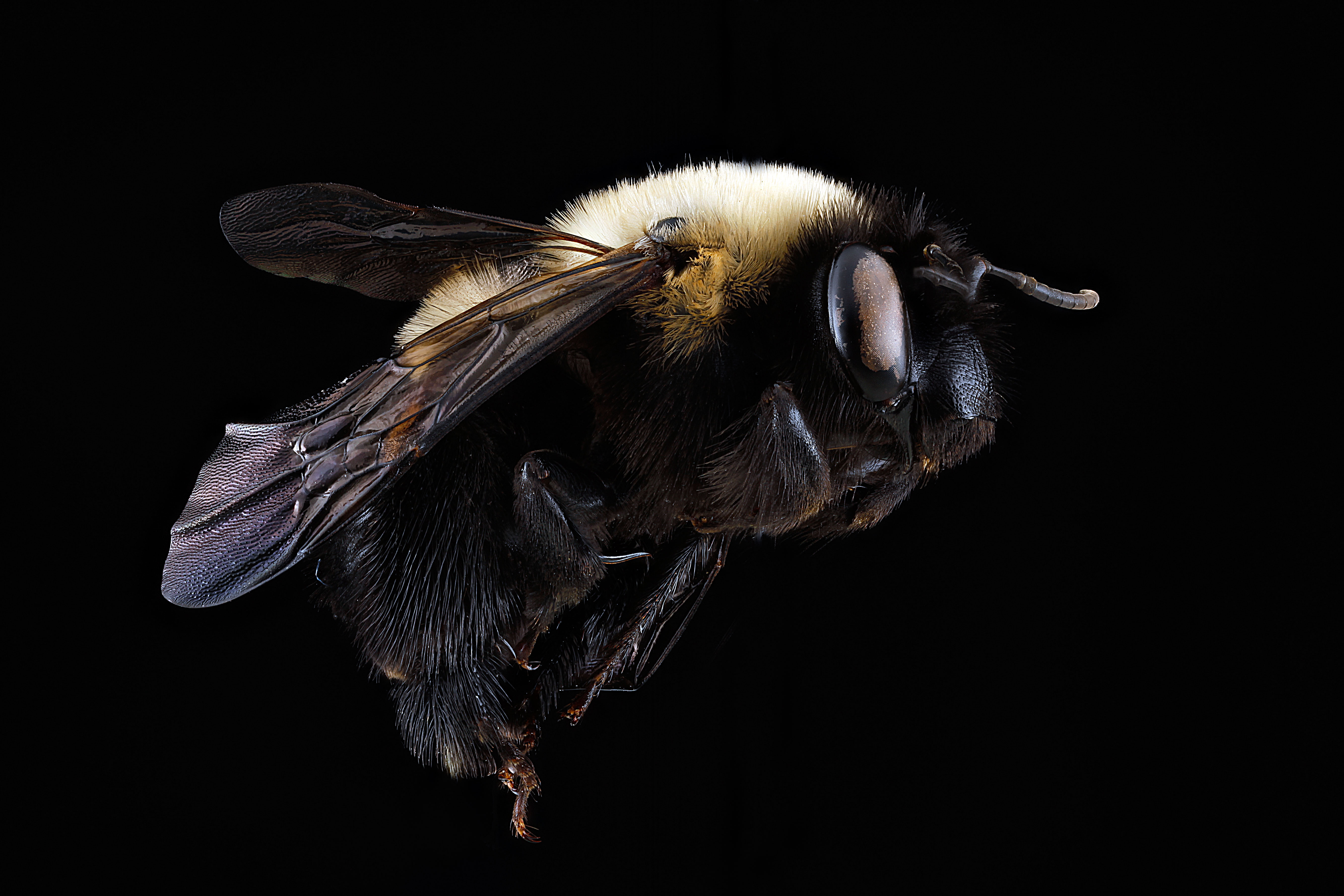
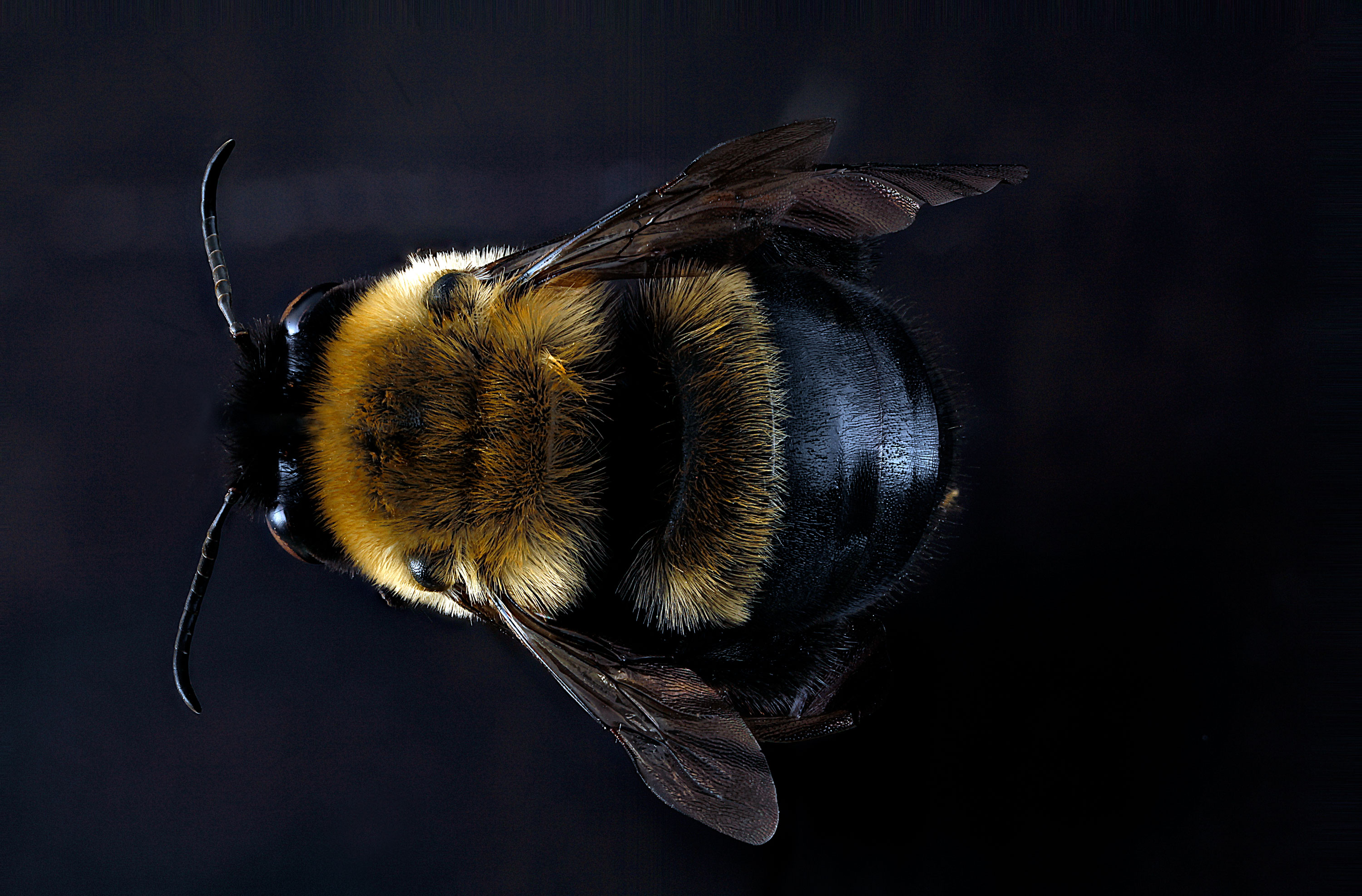
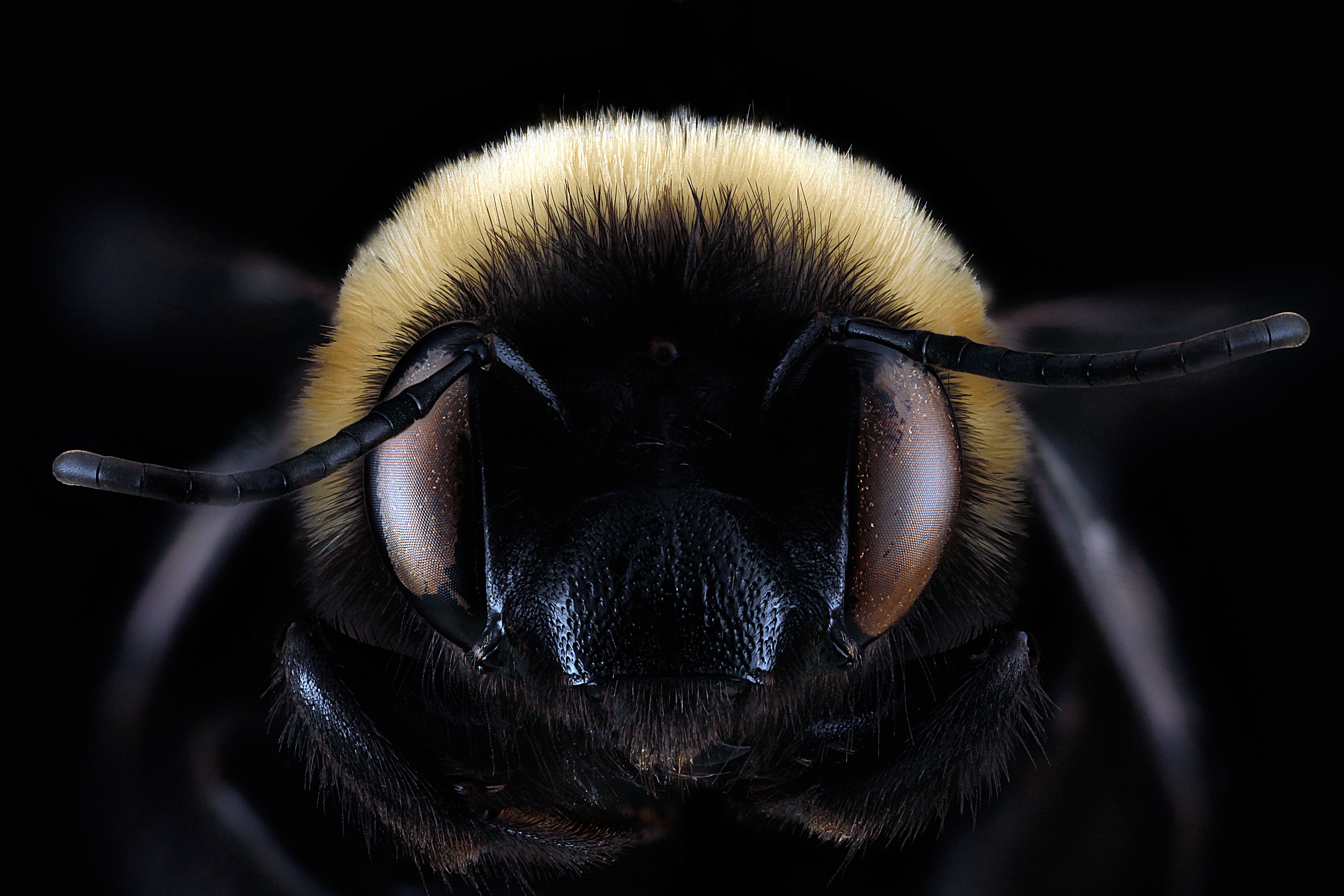
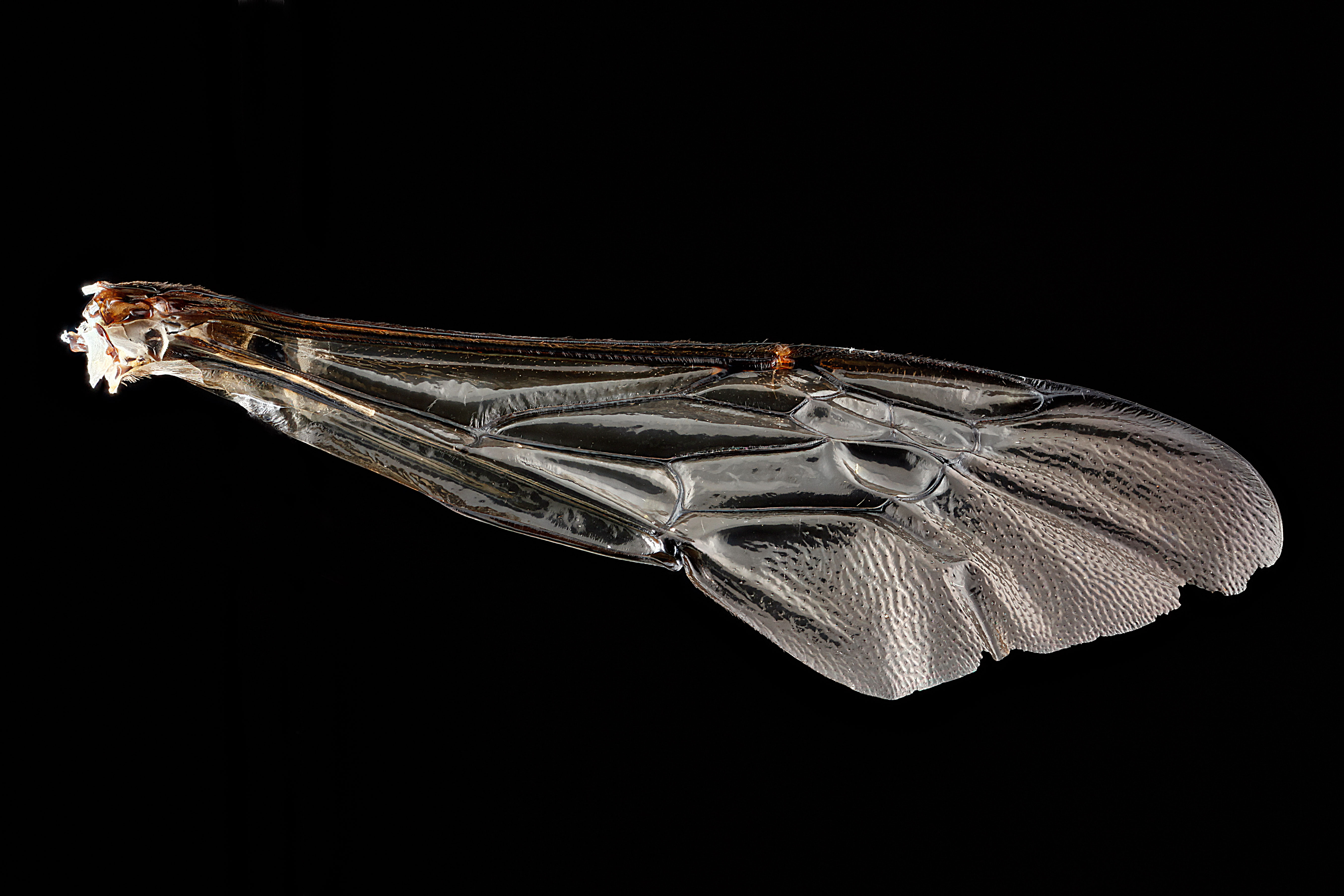